# Acyphoderes abdominalis
Acyphoderes abdominalis är en skalbaggsart som först beskrevs av Olivier 1795. Acyphoderes abdominalis ingår i släktet Acyphoderes och familjen långhorningar.
Artens utbredningsområde är:
- Guyana.
- Nicaragua.
- Panama.
- Surinam.

Inga underarter finns listade i Catalogue of Life.